# Arkys
Genre
Synonymes
- Aerea Urquhart, 1891
- Archemorus Simon, 1893
- Neoarchemorus Mascord, 1968

Arkys est un genre d'araignées aranéomorphes de la famille des Arkyidae.

## Distribution
Les espèces de ce genre se rencontrent en Océanie et aux Moluques.

## Liste des espèces
Selon World Spider Catalog (version 20.0, 14/02/2019) :
- Arkys alatus Keyserling, 1890
- Arkys alticephala (Urquhart, 1891)
- Arkys brevipalpus Karsch, 1878
- Arkys bulburinensis Heimer, 1984
- Arkys cicatricosus (Rainbow, 1920)
- Arkys cornutus L. Koch, 1872
- Arkys coronatus (Balogh, 1978)
- Arkys curtulus (Simon, 1903)
- Arkys dilatatus (Balogh, 1978)
- Arkys enigma Douglas, 2019
- Arkys furcatus (Balogh, 1978)
- Arkys gracilis Heimer, 1984
- Arkys grandis (Balogh, 1978)
- Arkys hickmani Heimer, 1984
- Arkys kaszabi (Balogh, 1978)
- Arkys lancearius Walckenaer, 1837
- Arkys latissimus (Balogh, 1982)
- Arkys montanus (Balogh, 1978)
- Arkys multituberculatus (Balogh, 1982)
- Arkys nimdol Chrysanthus, 1971
- Arkys occidentalis (Reimoser, 1936)
- Arkys roosdorpi (Chrysanthus, 1971)
- Arkys semicirculatus (Balogh, 1982)
- Arkys sibil (Chrysanthus, 1971)
- Arkys soosi (Balogh, 1982)
- Arkys speechleyi (Mascord, 1968)
- Arkys toxopeusi (Reimoser, 1936)
- Arkys transversus (Balogh, 1978)
- Arkys tuberculatus (Balogh, 1978)
- Arkys varians (Balogh, 1978)
- Arkys vicarius (Balogh, 1978)
- Arkys walckenaeri Simon, 1879

## Publication originale
- Walckenaer, 1837 : Histoire naturelle des insectes. Aptères. Paris, vol. 1, p. 1-682 (texte intégral).